# Club 3 de Febrero FBC
El Club 3 de Febrero FBC, también llamado 3 de Febrero RB, es un equipo de fútbol de Paraguay con sede en el barrio Ricardo Brugada, más conocido como La Chacarita, de la ciudad de Asunción. Fundado el 10 de marzo de 1949. Milita en la Primera División B, tercera categoría del fútbol paraguayo. Actúa de local en el Estadio 3 de Febrero que tiene una capacidad aproximada de 1000 espectadores.

## Historia
El club fue fundado en el barrio San Blas también conocido como Ricardo Brugada o la Chacarita, de la ciudad de Asunción en 1949. Inicialmente denominado Sport San Blas, en honor al santo patrono del barrio, más tarde fue modificado el nombre de la institución por el de la fecha de la festividad de San Blas.
Afiliado a la Asociación Paraguaya de Fútbol en 1957, nunca ha podido llegar a la Primera División, ha obtenido tres títulos oficiales, el primero en el año 1972 de la mano de un Chacariteño hijo de la Casa nacido y criado en la chacarita el Señor Gerardo Mercedez González más conocido como ¨ Lecambu ¨, logró el campeonato de la "Segunda de Ascenso", en ese tiempo la tercera y última categoría del fútbol paraguayo, con lo que logró el ascenso a la Segunda División denominada en ese entonces "Primera de Ascenso".
En el año 1998 obtuvo el subcampeonato de la Segunda de Ascenso que para ese año ya era la Cuarta División (luego de la creación de la División Intermedia como Segunda División en el año 1997) pero no consiguió el ascenso, ya que en esa temporada solo había un cupo. 
En la temporada 2001 logró de nuevo el subcampeonato de la Cuarta División y también el ascenso a la Primera B ya que en esa temporada eran dos los cupos de ascenso. Se mantuvo en esa División hasta el 2003.
Su segundo título lo logró en el año 2007 al ganar la "Segunda de Ascenso", cuarta categoría del fútbol paraguayo, así logró ascender de nuevo a la Primera B (Tercera División).
En la temporada 2008 de la Primera B el equipo no pudo mantenerse en la categoría y ese mismo año volvió a descender a la Cuarta División.
Participó en la Primera División C en la temporada 2009 y en el 2010 logró su tercer título, así consiguió también el ascenso a la Primera B.
En la temporada 2011 en su retorno a la Primera División B (tercera división), se mantuvo alejado de la zona de descenso, más bien se mantuvo en mitad de tabla para arriba, así terminó el campeonato en el 4º puesto de la tabla.
En la temporada 2012 de la Primera División B realizó un campeonato regular terminando en la 10º puesto, a seis puntos de la zona de descenso.
En la temporada 2013 de la Primera División B, tuvo una campaña complicada terminó en el 12º puesto a solo un punto de la zona de descenso.
En la temporada 2014 de la Primera División B, realizó una campaña regular y terminó en el 10º puesto.
En la temporada 2015 de la Primera División B, terminó de nuevo en el 10º puesto del campeonato.
En la temporada 2016 de la Primera División B, el club realizó una buena campaña se mantuvo entre los primeros puestos a lo largo del campeonato, pero al final no pudo mantener el ritmo, finalmente terminó en el 5º puesto.

## Palmarés
- Tercera División (1): 1972.
- Cuarta División (2): 2007 y 2010.
  - Subcampeón (1): 1998, 2001.